# هاشم رفیعی‌تبار
هاشم رفیعی‌تبار فیزیک‌دان و یکی از محققین فناوری نانو در ایران است.

## زندگی‌نامه و فعالیت‌های علمی
هاشم رفیعی تبار در سال ۱۳۲۷ در تهران متولد شد. تحصیلات ابتدایی و متوسطه را در تهران گذرانده و در سن ۱۷ سالگی برای تحصیلات عالی عازم انگلستان شد. باتوجه به علاقه‌مندی بسیار به رشته فیزیک نظری، کارشناسی و کارشناسی ارشد و دکترای خود را در رشته فیزیک ذرات بنیادی که رشته بسیار مطرحی است از دانشگاه لندن اخذ نمودند. ایشان در سال ۱۹۸۰ میلادی در دانشگاه آکسفورد انگلستان مستقر شده و همزمان با تحقیق بر روی رشته جدید فیزیک ماده چگال، رشته نانوی محاسباتی که رشته جدیدی بود را با چند تن از دوستان راه اندازی کردند و از آن موقع بود که این رشته در سطح جهان معرفی و شناخته شد. وی پس از اتمام دوران تحصیل خود در انگلستان جهت گذراندن یک دوره تحقیقاتی پسا دکترا با همکاری یکی از محققان معروف و برنده جایزه نوبل در دانشگاه پاریس مدتی بر روی مبانی مکانیک کوانتومی تحقیقاتی داشته‌اند. در سال ۲۰۰۰ میلادی پس از بازگشت به وطن به عنوان رئیس پژوهشکده علوم نانو در پژوهشگاه دانش‌های بنیادی در مرکز تحقیقات فیزیک نظری و ریاضیات مشغول به تحقیق شدند و از آن زمان بود که برای همیشه در ایران ماندگار شدند. اغلب فعالیت‌های پژوهشی برجسته ایشان کارهای نظری و محاسباتی در حوزه‌های مختلف علوم و فناوری نانو بوده که با تأسیس مرکز تحقیقات نانوتکنولوژی و مهندسی بافت و پس از راه اندازی رشته پزشکی نانو در دانشکده پزشکی دانشگاه علوم پزشکی شهید بهشتی از سال ۱۳۸۵ تحقیقات آزمایشگاهی و کاربردی هم به حوزه‌های تحقیقاتی پیشین ایشان اضافه گردید. اکنون ایشان به عنوان استاد تمام گروه فیزیک و مهندسی پزشکی مشغول به فعالیت‌های آموزشی، تحقیقاتی و تربیت دانشجویان دکتری در این رشته می‌باشند. قابل ذکر است ایشان در زمان ریاست جمهوری آقای محمد خاتمی با همکاری تنی چند از اساتید از جمله دکتر غلامعلی منصوری به درخواست آقایان دکتر محمد رضا عارف و دکتر رضا منصوری معاون پژوهشی وقت کمیته نانوتکنولوژی وزارت علوم را پایه‌گذاری کردند. جاپ یک کتاب در مورد محاسبات فیزیکی نانولوله کربنی در انتشارات دانشگاه کمبریج، بیش از ۱۱۰ مقاله علمی در نشریات معتبر جهانی و تجربه سال‌ها ریاست بخش علوم نانو در دانشگاه گرینچ انگلستان و تحقیق و تدریس در دانشگاه‌های آکسفورد و توهوکو ژاپن همراه با مدیریت چندین پروژه بزرگ علمی در این کشورها بخش دیگری از کارنامه علمی این پژوهشگر ایرانی را تشکیل می‌دهد.

## افتخارات
- در همایش چهره‌های ماندگار سال ۱۳۸۵ به عنوان چهره ماندگار[۸] در رشته فناوری نانو
- عضو فرهنگستان علوم
- عضو بنیاد ملی نخبگان
- دریافت جایزه ملی علامه طباطبایی به عنوان یکی از اساتید برجسته کشور 1391
- متخصص برتر نانوفناوری کشور در نخستین جشنواره برترین‌های نانوفناوری

## پروژه‌های پژوهشی انجام شده یا در حال انجام
فعالیت ایشان به صورت عمده در حیطه‌های مختف علوم و فناوری نانو است که از زمان ملحق شدن به دانشگاه علوم پزشکی شهید بهشتی در حوزه علوم نانو زیستی قرار گرفته که با پزشکی همپوشانی دارد. پروژه‌های تحقیقاتی متعددی را با کمک دانشجویان در این دانشگاه شروع کرده‌اند. از جمله فعالیت‌های برجسته ایشان می‌توان به تحقیق روی اثرات تابش‌های ریزموج مانند تلفن همراه و… روی نانوساختارهای زیستی به خصوص فعالیت مغز، تحقیق بر روی طراحی شبکیه مصنوعی با کمک نانو تکنولوژی و پیوند شبکیه و برگرداندن قسمتی از بینایی با همکاری مرکز تحقیقات چشم در بیمارستان لبافی نژاد و تحقیقات بنیادی روی مبدأ حیات و مدلسازی برای پی بردن به مبدأ حیات اشاره کرد.